# مذبحة تولا تولي
كانت مذبحة تولا تولي بمثابة قتل جماعي لأشخاص من الروهينجا يُزعم أنه حدث أثناء عملية تطهير لجيش ميانمار في قرية تولا تولي (المعروفة أيضًا باسم مين جي)، بولاية راخين، بالقرب من الحدود بين بنغلاديش وميانمار. وبحسب شهود عيان، يُزعم أن جنود بورما ارتكبوا المذبحة بدعم من سكان راخين المحليين الذين يقيمون أيضًا في القرية. زعم شهود عيان أن ما لا يقل عن 200 امرأة و300 طفل قتلوا؛ ومع ذلك، لم يتم التحقق من ذلك وليس هناك تقدير رسمي.
أظهرت صور الأقمار الصناعية التي جمعتها منظمة العفو الدولية قبل المذبحة وبعدها أن أحياء الروهينجا في تولا تولي مدمرة بالكامل، في حين ظلت أحياء راخين سليمة.

## خلفية
الروهينجا هم أقلية عرقية تعيش بشكل أساسي في المنطقة الشمالية من ولاية راخين في ميانمار، وقد وُصفت بأنها واحدة من أكثر الأقليات اضطهادًا في العالم. في العصر الحديث، يعود اضطهاد الروهينجا في ميانمار إلى السبعينات. منذ ذلك الحين، أصبح الروهينجا هدفًا للاضطهاد من قبل الحكومة والبوذيين القوميين. غالبًا ما استغلت الحكومات العسكرية السابقة في ميانمار التوتر بين الجماعات الدينية المختلفة في البلاد. وفقًا لمنظمة العفو الدولية، عانى الروهينجا من انتهاكات حقوق الإنسان في ظل الديكتاتوريات العسكرية السابقة منذ عام 1978، وفر الكثير منهم إلى بنغلاديش المجاورة نتيجة لذلك. في عام 2005، ساعد مفوض الأمم المتحدة السامي لشؤون اللاجئين في إعادة الروهينجا من بنغلاديش، لكن مزاعم انتهاكات حقوق الإنسان في مخيمات اللاجئين هددت هذا الجهد. في عام 2015، ظل 140 ألفًا من الروهينجا في مخيمات النازحين بعد أعمال الشغب الطائفية في عام 2012.
في 9 أكتوبر 2016، شن متمردو جيش إنقاذ الروهينجا الأراكان (ARSA) أول هجوم واسع النطاق على المراكز الحدودية البورمية على الحدود بين بنغلاديش وميانمار، مع هجوم ثانٍ واسع النطاق في 25 أغسطس 2017، مما أدى إلى «عمليات تطهير» جديدة من قبل الحكومة أجريت إحداها في تولا تولي.

## مقدمة
وبحسب شهود عيان، وصلت مجموعة قوامها حوالي 90 جنديًا من جيش ميانمار إلى تولا تولي قبل ثلاثة أيام من المجزرة وأمرت القرويين بالتوجه إلى منطقة شرق المستوطنة، والتي يطلق عليها السكان المحليون اسم «الرمال» بسبب تربة المنطقة غير الخصبة. وأمر قائد الجنود القرويين بعدم الفرار ومواصلة الزراعة وصيد الأسماك، وحذرهم «إذا هربتم سنطلق النار». يزعم القرويون الذين نجوا من المجزرة أنه خلال الإحاطة، ذهب الجنود والمتعاونون في راخين إلى جميع الأكواخ التي يسكنها الروهينجا لنهب الأشياء الثمينة واحتجاز الناس بشكل عشوائي.
في اليوم السابق لمذبحة تولا تولي، سبح سكان قرية عبر النهر تسمى دوال تولي هربًا من هجوم شنه الجنود على قريتهم. وأفاد شهود عيان بأن عشرة ممن فروا من الهجوم غرقوا في النهر. تم هدم القرية المجاورة دوال تولي وإحراقها على الأرض بينما كان سكان تولا تولي يراقبون بلا حول ولا قوة.

## المذبحة
في صباح يوم 30 أغسطس 2017، حاصر جيش ميانمار والمتعاونون المحليون تولا تولي وأغلقوا جميع نقاط الخروج. وأكد رئيس القرية في راخين للقرويين من الروهينجا أن الجنود لن يؤذوهم، لكن منازلهم ستُحرق. ثم طلب من القرويين التجمع في مكان واحد حيث سيكونون آمنين. بحلول نهاية الصباح، أحرقت أكواخ الروهينجا في القرية. تُظهر صور الأقمار الصناعية التي قدمتها منظمة العفو الدولية جميع أكواخ الروهينجا في القرية محترقة، بينما بقيت أكواخ الراخين على حالها.
تم فصل النساء والأطفال عن الرجال أولاً وطلب منهم الجلوس بجوار النهر. صدرت أوامر للنساء في النهر بالخروج والجلوس على طول ضفة النهر. بعد فترة أمروا جميعًا بالوقوف، ثم الجلوس مرة أخرى. أخيرًا أمروا بالوقوف، وصرخ الجنود على النساء للهرب. عندما بدأوا في الجري، فتح الجنود النار عليهم. حاولت بعض النساء الهروب من الرصاص بالسباحة عبر النهر ليغرقن في تيار النهر. ألقى الجنود الأطفال والأطفال الصغار في نهر.
وبحسب الناجين، اصطف الرجال على طول ضفة النهر وأطلقوا النار عليهم من بنادق آلية، وقطعوا رؤوسهم، وأحرقوا أحياء، وأعدموا أو فُجرت بقذائف صاروخية. توقف الجنود للحظة بعد ذلك وصرخوا مطالبين أي ناجٍ بالوقوف، ثم أطلقوا نيران بنادقهم مرة أخرى لضمان مقتل الضحايا. دفنت الجثث في مقابر جماعية على ضفة النهر من قبل الجيش وحرقها لتجنب ترك أدلة على المذبحة.

## ما بعد الكارثة
بعد المجزرة، نجت مجموعة من حوالي 30 امرأة. زعموا أن الجيش أمرهم بالانتظار على طول النهر مرة أخرى، حيث تم أخذ خمس نساء من المجموعة في كل مرة إلى أكواخ قريبة واغتصبها الجنود. وزُعم أن الجنود، بعد اغتصابهم، سرقوا مجوهراتهم واعتدوا عليهم بالضرب وأشعلوا النار في أكواخهم. وبحسب أحد الناجين من المجزرة، تمكنت مجموعة من الأطفال من الفرار من المذبحة ولجأوا إلى حقل أرز قريب، لكن الجيش قبض عليهم فيما بعد ووضعوه على الأرض ووقعوا على الأرض. ثم ألقيت جثثهم في النهر.